# Louis Jouvet
Jules Eugène Louis Jouvet (Crozon, 24 dicembre 1887 – Parigi, 16 agosto 1951) è stato un attore francese, una delle figure più importanti del cinema e del teatro del suo paese.

## Biografia

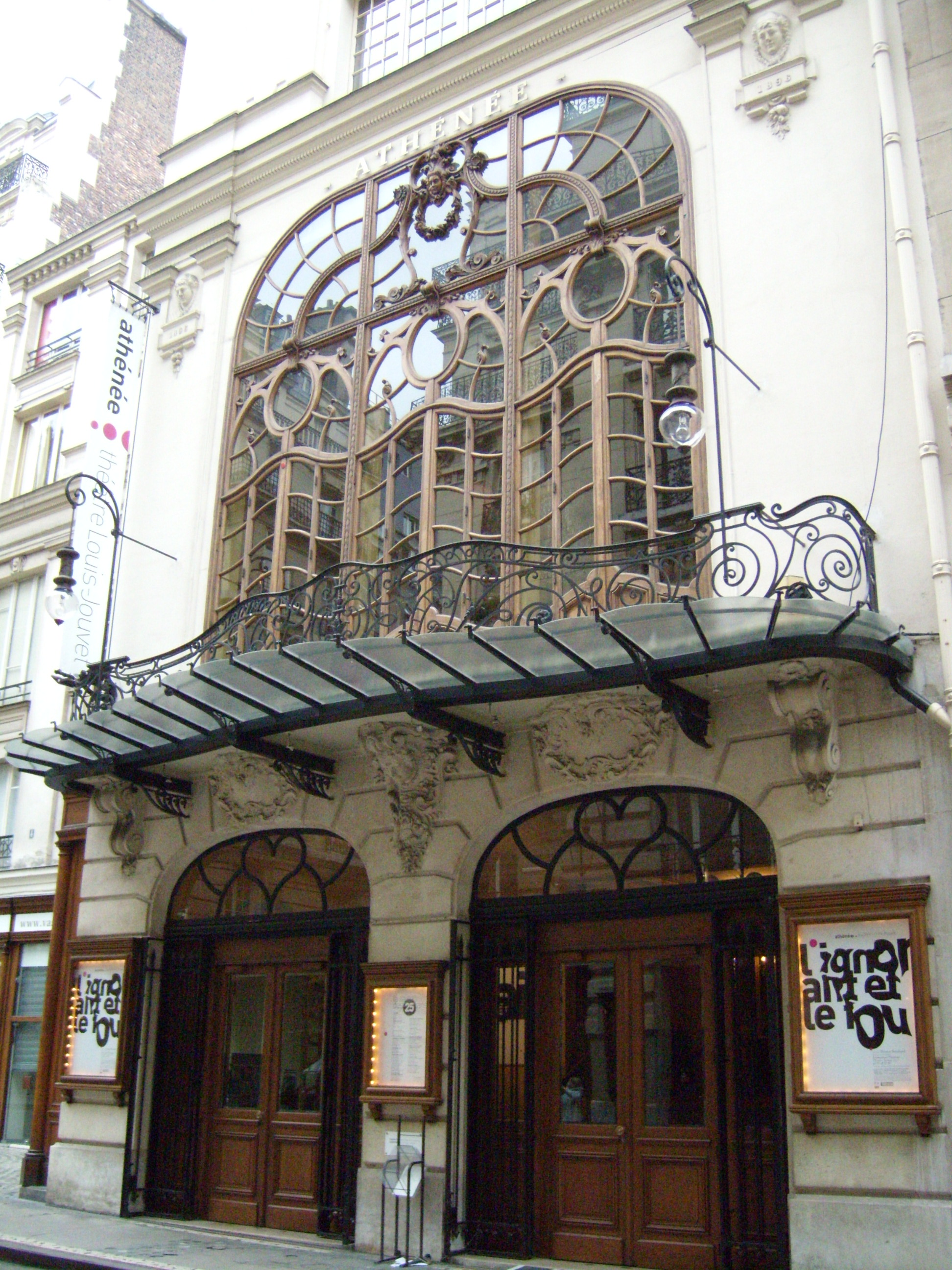
Il teatro Athénée-Jouvet

Figlio di Louis Lucien Jouvet (1852-1902) e Victoire Eugénie Séjournet (1859-1937), il padre lavorava nel Finistère come direttore dei lavori di Fort Landaoudec, a Crozon. Dopo la morte del marito, la signora Jouvet andò a vivere col figlio a casa del fratello, farmacista a Rethel.
Dopo aver compiuto gli studi in farmacia, Jouvet debuttò a Parigi nel 1907 in una compagnia amatoriale. Nel 1913, all'età di 26 anni, apparve per la prima volta al cinema con il ruolo di Shylock (protagonista de Il mercante di Venezia di William Shakespeare).
Nello stesso anno, insieme a Charles Dullin, si unì al gruppo di Jacques Copeau per fondare il Théâtre du Vieux-Colombier, dove lavorò come regista, decoratore, assistente e infine attore. A quel tempo mascherava la sua balbuzie con una dizione sincopata che nel tempo lo renderà famoso.
Nel 1922 fondò la sua compagnia teatrale al Théâtre des Champs-Élysées dove ottenne il suo primo grande successo l'anno seguente con Knock, ou le triomphe de la médecine di Jules Romains. Nel 1927 incontrò il drammaturgo Jean Giraudoux di cui rappresenterà molte opere. A partire dal 1935 diresse l'Athénée.
Da Don Giovanni all'Arnolfo de La scuola delle mogli, da Tartufo all'Argante de Il malato immaginario, iniziò quella che verrà definita la "via" critica all'interpretazione di Molière. Di Giraudoux, dopo l'allestimento di Siegfried nel 1928, Jouvet portò in scena praticamente tutti i testi, da Anfitrione '38 (1929) a Judith (1931), da La guerra di Troia non si farà (1935) a Elettra (1937), da Ondine (1939) a La pazza di Chaillot (1945).
Durante la seconda guerra mondiale viaggiò in America Latina, per sfuggire all'occupazione tedesca, accompagnato per un certo periodo da Charlotte Delbo. Tra il 1941 e il 1945, si esibì a Buenos Aires (Argentina), dove si stabilì suo cugino, l'attore Maurice Jouvet. Lì rappresentò "Ondine", dall'amico Jean Giraudoux, un'opera teatrale creata due anni prima a Parigi. L'opera fu anche in tournée a Montevideo e Rio de Janeiro. A Rio rappresentò L'Annonce, scritto per Marie de Paul Claudel nel 1942, pièce in cui la Claudel era interpretata dall'attrice belga Madeleine Ozeray (1908-1989), attrice che divenne la compagna di Jouvet.
Il suo vero debutto sul grande schermo avvenne invece nel 1932, nel film Topaze di Louis Gasnier. Il successo arrivò con Knock, ou le triomphe de la médicine (1933), di cui fu anche co-regista. Memorabili interpretazioni furono il frate di La kermesse eroica (1935) e il giocatore aristocratico in Verso la vita (1936) di Jean Renoir.
Tra il 1936 e il 1940 i suoi film più notevoli furono Mademoiselle Docteur (1937) di Georg Wilhelm Pabst, Lo strano dramma del dottor Molyneux (1937) di Marcel Carné, Carnet di ballo (1937) e I prigionieri del sogno (1939) di Julien Duvivier.
Nel secondo dopoguerra interpretò l'ispettore Antoine in Legittima difesa (1947) di Henri-Georges Clouzot, considerato uno dei capolavori del cinema francese di tutti i tempi.
Un altorilievo nel timpano della chiesa di San Domenico a Parigi, realizzato nel 1946 da André Bourroux, rappresenta San Domenico con i tratti di Louis Jouvet che posò per lo scultore.

## Filmografia

### Attore
- Topaze, regia di Louis J. Gasnier (1933)
- Knock, ou le triomphe de la médecine, regia di Roger Goupillières e Louis Jouvet (1933)
- La kermesse eroica (La Kermesse héroïque), regia di Jacques Feyder (1935)
- Mister Flow, regia di Robert Siodmak (1936)
- Verso la vita (Les bas-fonds), regia di Jean Renoir (1936)
- Mademoiselle Docteur, regia di Georg Wilhelm Pabst (1937)
- Carnet di ballo (Un carnet de bal), regia di Julien Duvivier (1937)
- Lo strano dramma del dottor Molyneux (Drôle de drame ou L'étrange aventure du Docteur Molyneux), regia di Marcel Carné (1937)
- L'insidia dorata (Forfaiture), regia di Marcel L'Herbier (1937)
- Alibi (L'Alibi), regia di Pierre Chenal (1937)
- La Marsigliese (La Marseillaise), regia di Jean Renoir (1938)
- La grande prova (Ramuntcho), regia di René Barberis (1938)
- La casa del Maltese (La Maison du Maltais), regia di Pierre Chenal (1938)
- Ragazze folli (Entrée des artistes), regia di Marc Allégret (1938)
- Se fossi re (Éducation de prince), regia di Alexander Esway (1938)
- Il dramma di Shanghai, (Le Drame de Shanghai) regia di Georg Wilhelm Pabst (1938)
- Albergo Nord (Hôtel du Nord), regia di Marcel Carné (1938)
- I prigionieri del sogno (La Fin du jour), regia di Julien Duvivier (1939)
- Il carro fantasma (La charrette fantôme), regia di Julien Duvivier (1939)
- Prigione d'amore (Sérénade), regia di Jean Boyer (1940)
- L'école des femmes, regia di Max Ophüls (1940)
- L'avventuriero di Venezia (Volpone), regia di Maurice Tourneur (1941)
- Untel père et fils, regia di Julien Duvivier (1943)
- Lo spettro del passato (Un revenant), regia di Christian-Jaque (1946)
- Il signor alibi (Copie conforme), regia di Jean Dréville (1947)
- Legittima difesa (Quai des Orfèvres), regia di Henri-Georges Clouzot (1947)
- Gli anni più belli (Les Amoureux sont seuls au monde), regia di Henri Decoin (1948)
- Tra le undici e mezzanotte (Entre onze heures et minuit), regia di Henri Decoin (1949)
- Ritorna la vita (Retour à la vie), regia di Henri-Georges Clouzot (1949) - episodio Le retour de Jean
- Un marito per mia madre (Miquette et sa mère), regia di Henri-Georges Clouzot (1950)
- Scandalo alla ribalta (Lady Paname), regia di Henri Jeanson (1950)
- Knock ovvero il trionfo della medicina (Knock), regia di Guy Lefranc (1951)
- Gioventù incompresa (Une histoire d'amour), regia di Guy Lefranc (1951)

### Regista
- Knock, ou le triomphe de la médecine (1933)

## Doppiatori italiani
- Lauro Gazzolo in Mademoiselle Docteur, Lo strano dramma del dottor Molyneux
- Mario Besesti in Verso la vita
- Emilio Cigoli in Legittima difesa
- Renato De Carmine in Legittima difesa (ridoppiaggio)

## Pubblicazioni
In base ai suoi studi e alla sua esperienza, Jouvet pubblicò alcuni saggi sul teatro:
- Réflexions sur le comédien (1939)
- Continuité du théâtre (1951)
- Témoignages sur le théâtre (1951)
- Elogio al disordine, a cura di Stefano De Matteis, traduzione di Brunella Torresin, Bologna, Cue Press, 2020.